# Academia Europea de Sociología
La Academia Europea de Sociología (en Inglés, European Academy of Sociology, EAS) es una organización de académicos europeos con experiencia en muchas áreas diferentes de la sociología y una preocupación común por mantener y promover estándares de calidad para la investigación y la educación sociológicas. Actualmente, la Academia cuenta con 42 miembros electos y 16 miembros eméritos.

## Historia
La EAS se fundó en París en 2000 y su primer presidente fue Raymond Boudon. Los presidentes posteriores fueron Peter Hedström, Werner Raub, Frank Kalter y Emmanuel Lazega. La actual presidenta de la EAS es Lucinda Platt.

## Misión
La Academia Europea de Sociología tiene como objetivo promover y mantener estándares de calidad rigurosos para la investigación y la educación en sociología para ayudar al público, a los actores políticos, a los financiadores de la investigación y a los futuros estudiantes a identificar programas de investigación y de enseñanza de excelencia. Para ello, los miembros ofrecen sus servicios a organismos internacionales de acreditación y evaluación.
La Academia otorga anualmente dos premios que reconocen la excelencia en la investigación en sociología: el premio a publicaciones distinguidas (desde 2005) y el premio Raymond Boudon al logro profesional temprano (desde 2016). La Academia invita al ganador del Premio Raymond Boudon a dar una conferencia en la Reunión Anual de la Academia, y uno o más miembros y/o académicos invitados imparten conferencias adicionales. Algunas de estas conferencias fueron publicadas en la Revista Sociológica Europea .

## Ganadores del premio Raymond Boudon
Los siguientes académicos y académicas han recibido el premio Raymond Boudon en el pasado:
- 2016: Delia Baldassarri, Universidad de Nueva York y Universidad Bocconi
- 2017: Arnout van de Rijt, Instituto Universitario Europeo
- 2018: Christoph Stadtfeld, ETH Zúrich
- 2019: Ozan Aksoy, University College de Londres
- 2021: Dominik Hangartner, ETH Zúrich
- 2022: Kristian Bernt Karlson, Universidad de Copenhague